# Narcis Bădic
Narcis Iulian Bădic (Iași, 15 luglio 1991) è un ex calciatore rumeno, di ruolo difensore.

## Carriera
Ha giocato nella massima serie rumena.

## Palmarès

### Club

#### Competizioni nazionali
- Liga II: 1

CSM Studențesc Iași: 2012-2013